# Meervoudige chemische overgevoeligheid
Meervoudige chemische overgevoeligheid, is een verzameling symptomen die ook bekend is onder de Engelse namen multiple chemical sensitivity, CI (chemical injury), (environmental illness), TILT (toxicant-induced loss of tolerance), syndrome X en IEI (idiopathic environmental intolerance).
MCS (multiple chemical sensitivity) is ook in Nederland een gangbare term voor deze aandoening.
MCS is een chronische multisysteemziekte met ernstige intolerantie voor verschillende vluchtige chemicaliën, zoals luchtverontreiniging, geurstoffen, sigarettenrook, oplosmiddelen of uitlaatgassen. De concentraties van deze symptoominducerende stoffen liggen ver onder de drempelconcentratie, die bij gezonde mensen irritatie of toxische effecten vertoont.

## Definitie en Diagnose
Multiple chemical sensitivity of MCS is een multisysteemziekte, die wordt gekenmerkt door symptomen die verband houden met de blootstelling aan lage hoeveelheden chemicaliën, bijvoorbeeld in dampen, voedsel, medicijnen en bepaalde dranken. Deze blootstellingsniveaus worden vaak aangetroffen in de directe leefomgeving. Systemen die worden beïnvloed door MCS omvatten het ademhalingsstelsel, het neurologische systeem, het maag-darmstelsel, het cardiovasculaire systeem en de huid. Er is geen remedie voor MCS. Het is een chronische, progressieve ziekte. MCS veroorzaakt schade aan het centrale zenuwstelsel, de werking van enzymen en het auto-immuunsysteem. Er zijn vaak zichtbare ziekteverschijnselen, bijvoorbeeld blozen van het gezicht, gezwollen slijmvlies van de neus, huidproblemen, roodheid van de ogen, verhoogde hartslag en verhoogde bloeddruk.
In 1999, werd er consensus bereikt onder de 34 meest vooraanstaande medische experts op het gebied van ‘environmental medicin’ in het medische artikel “Multiple Chemical Sensitivity: A 1999 Consensus”, wat 6 criteria opleverde om de diagnose MCS te stellen. Deze worden tot op de dag van vandaag gebruikt door de specialisten op het gebied van MCS.
De criteria omvatten:
- symptomen zijn reproduceerbaar bij (herhaalde chemische) blootstelling;
- de aandoening is chronisch;
- lage blootstellingsniveaus (lager dan voorheen of gewoonlijk verdragen) resulteren in manifestaties van het syndroom;
- de symptomen verbeteren of verdwijnen wanneer de stimulansen worden verwijderd;
- reacties optreden op meerdere chemisch niet-verwante stoffen;
- symptomen hebben betrekking op meerdere orgaansystemen.

## Oorzaken van MCS
MCS is een puur fysieke en fysiologische aandoening.
Dit wordt onderbouwd met immunologische en neurologische modellen die de aandoening en verbanden met blootstelling aan chemicaliën kunnen verklaren. Er wordt gewezen op de rol van:
1. langdurige blootstelling (jaren) aan een cocktail van diverse, vaak laaggedoseerde, chemische stoffen.
2. eenmalige blootstelling aan een hoge dosis van een chemische stof, zoals formaldehyde, oplosmiddelen, bestrijdingsmiddelen, pesticiden, tolueen, narcosevloeistof en andere chemische stoffen.

In wetenschappelijke publicaties werd voorheen ook wel beweerd (zonder dat te kunnen substantiëren) dat de aandoening psychologisch of psychosomatisch van aard zou zijn. Dit is door voortschrijdend inzicht en wetenschappelijk onderzoek volledig ontkracht:
“Feit is dat er een onmiskenbare verscheidenheid aan bewijs is in de wetenschappelijke literatuur, volgens welke wetenschappers wereldwijd en onafhankelijk van elkaar de details van het ziektemechanisme hebben onderzocht, die nu als een puzzel ineenvoegen en het ziektemechanisme van multisysteemziekten in beeld brengen. Volgens Pall (2007) kan dit nieuwe medische paradigma niet langer worden genegeerd. Iedereen die dit alsnog doet en blijft verwijzen naar de hier beschreven multisysteemziekten als onverklaarbaar of als psychologisch respectievelijk psychosomatisch veroorzaakt, neemt - volgens Pall - als wetenschapper of deskundige een wetenschappelijk niet te substantiëren stelling en maakt zich als arts schuldig aan wanpraktijken.”
"MCS is een toxicologisch probleem en heeft geen psychiatrische oorzaak."

## Objectief wetenschappelijk onderzoek
Het Ontario Centre Of Excellence In Environmental Health onderzocht MCS. De volgende citaten uit het 202 pagina's tellende onderzoeksrapport:
"Sensibilisatie van het zenuwstelsel voor chemicaliën en daardoor verhoogde gevoeligheid is gedemonstreerd in diermodellen. Het is waarschijnlijker dat dit voorkomt als gevolg van oxidatieve stress die TRPV1-receptoren activeert. Deze TRPV1-receptoren zijn wijdverbreid en worden aangetroffen in de hersenen, oog, blaasslijmvlies, mastocyten, maagslijmvlies, darmen, strottenhoofd en bronchiën. Zij zijn gevoelig voor capsaïcine (hete pepers). De gevoeligheid voor capsaïcine is gedocumenteerd in MCS.
MCS is vaak comorbide bij ME/CVS en FM en is ook vaak comorbide met andere veel voorkomende aandoeningen, zoals chronische hoofdpijn, chronische migraine, prikkelbaredarmsyndroom (IBS), allergieën, astma en auto-immuunziekten. Mensen met meerdere aandoeningen en alle drie deze diagnoses ervaren de meeste invaliditeit.
Patiënten met MCS worden gestigmatiseerd door hun toestand en hebben moeite toegang tot gezondheidszorg. De basisvereisten voor de zorg voor deze patiënten zijn dezelfde als die met andere chronische ziekten; ondersteuning bieden, symptomen verlichten, uitkomst en kwaliteit van leven verbeteren, verhoging van de functie en onafhankelijkheid, en verminderen hun gebruik van de gezondheidszorg anders dan periodieke monitoring. Snellere diagnose van deze chronische complexe aandoening kan niet alleen leiden tot een betere kwaliteit van het leven voor getroffen personen, maar kan ook de verwijzingskosten en onderzoeken verminderen. Daarbij, kunnen interventies het ontstaan van comorbiditeit voorkomen, wat leidt tot een netto besparing voor de zorg sector.
Hoewel er géén objectief bewijs is van directe psychogenese (psychologische oorzaak), geloven sommige mensen patiënten die symptomen van MCS hebben niet; degraderen de significantie van hun symptomen en ervaringen, en verwerpen zelfs de mogelijkheid van het bestaan van de aandoening. "
Prof. Dr. Wolfgang Huber, Dr. Kurt Müller en Dr. Hans-Ulrich Hill deden onderzoek naar de actuele stand van onderzoek op het gebied van MCS. De volgende citaten uit het 502 pagina's tellende onderzoeksrapport/boekwerk:
“Feit is dat er een onmiskenbare verscheidenheid aan bewijs is in de wetenschappelijke literatuur, volgens welke wetenschappers wereldwijd en onafhankelijk van elkaar de details van het ziektemechanisme hebben onderzocht, die nu als een puzzel ineenvoegen en het ziektemechanisme van multisysteemziekten in beeld brengen. Volgens Pall (2007) kan dit nieuwe medische paradigma niet langer worden genegeerd. Iedereen die dit alsnog doet en blijft verwijzen naar de hier beschreven multisysteemziekten als onverklaarbaar of als psychologisch respectievelijk psychosomatisch veroorzaakt, neemt - volgens Pall - als wetenschapper of deskundige een wetenschappelijk niet te substantiëren stelling en maakt zich als arts schuldig aan wanpraktijken.”
"MCS is een toxicologisch probleem en heeft geen psychiatrische oorzaak."

## Symptomen
Minder ernstige symptomen kunnen zijn: hoesten, kortademigheid, hoofdpijn (bijv. Door een lift binnen te gaan of een tijdschrift te openen). Ernstigere symptomen kunnen echt invaliderend zijn. Ze omvatten problemen met het auto-immuunsysteem (meervoudige voedsel-, medicijn- en chemische allergieën; voedsel, cosmetica, bouwmaterialen, vervuilde lucht enz.), neurologische problemen (slechte concentratie, geheugenproblemen, taalproblemen enz.), cardiovasculaire problemen (hartkloppingen etc.), huid- en weefselproblemen (huidaandoeningen, ondermijning van de beschikbaarheid van bindweefsel enz.) extreme vermoeidheid, ademhalingsproblemen en meer. Ernstigere symptomen verstoren het vermogen van de persoon om betaald werk te verrichten, gebruik te maken van het openbaar vervoer, in een appartementencomplex te wonen, ze verstoren het gezinsleven en zijn daarom daadwerkelijk isolerend.
Meest voorkomende symptomen:
- Algehele malaise
- Astma en ademhalingsproblemen
- Auto-immuunsysteemafwijkingen
- Black-outs
- Chronische vermoeidheid
- Concentratieproblemen
- Stuiptrekkingen
- Desoriëntatie
- Duizeligheid
- Gewrichts- en spierpijnen
- Griepachtige verschijnselen
- Hartritmestoornissen
- Hoofdpijn
- Huidaandoeningen
- Jeuk
- Kortetermijngeheugen-problemen
- Maagdarmproblemen
- Misselijkheid
- Ontstekingen
- Oor- , neus- , keel- en bijholteproblemen
- Vergiftigingsverschijnselen (trillen, misselijkheid enz.)
- Voedselallergieën en -intoleranties

Depressie als gevolg van de fysieke klachten (en de daarmee samenhangende isolatie, financiële problemen etc.) komt voor bij een substantieel deel van de patiënten, maar is geen direct symptoom van MCS.
Er bestaan veel overlappingen met MCS, zoals: chronischevermoeidheidssyndroom, golfsyndroom, organisch psychosyndroom, fibromyalgie, multipele sclerose en aids.

## Uitlokkende stoffen
Uitlokkende stoffen zijn onder andere:
- Amalgaam
- Antibiotica en andere medicijnen
- Benzenen
- Kleurstoffen
- Conserveringmiddelen
- Verfstoffen
- Bestanddelen van luchtverontreiniging
- Formaldehyde in o.a. nieuwe kleren, boeken en andere producten
- Insecticiden, bestrijdingsmiddelen
- Kit, verf, lijm
- Luchtverfrissers en geurzuilen
- Medicijnen
- Bouwmaterialen en meubelen
- Nieuwe of pas gestoomde kleding
- Vloerbedekking
- Rookgassen uit open haarden, kachels en van barbecues
- Papier, inkt, kranten, toners van printers
- Parfumhoudende producten
- Plastics en rubber
- Schoonmaakmiddelen
- Sigarettenrook
- Smog en fijnstof
- Synthetische toevoegingen in eten en drinken
- Synthetische stoffen in verzorgingsproducten
- Uitlaatgassen
- Verbrandingsgassen van geisers, ovens en gasfornuizen

## Diagnose en erkenning in Nederland en België
In tegenstelling tot in Duitsland wordt MCS in Nederland en België MCS niet als ziekte erkend, daardoor is een officiële diagnose MCS in deze landen niet te verkrijgen. Steeds meer huisartsen/behandelaars zijn wel op de hoogte van het bestaan van een MCS-klachtensyndroom. Uitsluiting van mogelijke andere oorzaken kan dan toch leiden tot een hypothese MCS.
In het adviesrapport van de Gezondheidsraad 'Meervoudige chemische overgevoeligheid' uit 1999 zijn de volgende citaten te vinden:

- Deze vaststelling laat onverlet dat allerlei omgevingsfactoren bij verschillende mensen verschillende reacties kunnen oproepen: de een zal ze zonder problemen tolereren, bij de ander zullen ze aanleiding geven tot klachten. Hier kunnen verschillende factoren en mechanismen een rol spelen. Mensen met klachten zijn er echter niet bij gebaat dat deze veelsoortige verschijnselen geforceerd onder één noemer worden gebracht.
- De conclusie moet zijn dat de op dit moment beschikbare informatie geen medisch-wetenschappelijke onderbouwing biedt voor het bestaan van ‘multiple chemical sensitivity’ als syndroom of ziekte. Deze conclusie doet niets af aan het belang van de beoordeling van de mogelijke relaties tussen gecombineerde blootstellingen en het optreden van gezondheidsklachten.

Dit rapport stelt dus niet dat er geen symptomen in relatie tot 'omgevingsfactoren' (chemicaliën) zijn, of dat deze genegeerd dienen te worden. Het stelt dat er geen 'toegevoegde waarde' was in het bundelen van dit soort symptomen onder één noemer.

## Therapie
- Consequent mijden van alle chemische/synthetische stoffen en geuren die de MCS-patiënt ziek maken.
- Zorgen voor constant zuivere lucht door of een luchtzuiveraar ofwel door verhuizing/emigratie.
- Detoxificatie therapie onder begeleiding van een MCS-specialist.

“MCS-beheerstrategieën
Begeleiding voor de behandeling van MCS is afkomstig uit ervaring van talrijke internationale clinici, beschreven in het MCS-statusrapport (APPENDIX B- MCE-statusrapport: vooruitgang in kennis en lacunes in de huidige service).
Er wordt gesteld dat de hoekstenen van het klinische beheer van MCS zijn:
- vermindering van de blootstelling aan de unieke triggersymptomen van elke persoon (bijv. sommige parfums, huidschilfers van katten) en gifstoffen (bv. formaldehyde uitgestoten door spaanplaat, pesticiden), na identificatie via blootstellingsgeschiedenis en observatie.
- verbetering van de interne verwerking en verwijdering van chemicaliën,
- vermindering van de lichaamslast van vastgehouden chemicaliën indien nodig,
- verlichting van het lijden door symptomatische behandelingen indien nodig,
- behandeling van comorbide aandoeningen die kunnen verergeren of verergeren door MCS, en
- aanmoediging om veranderingen aan te brengen in gewoonten die verdere ziekte zouden kunnen voorkomen en gezondheid bevorderen.[6]"

## Officiële erkenning
MCS wordt in diverse landen officieel erkend als aandoening. In Duitsland classificeert men MCS onder WHO ICD-10-GM, code T78.4 (allergie, niet nader omschreven), hoofdstuk 19 (verwondingen, vergiftigingen en bepaalde andere gevolgen van toxische oorzaken). Deze codes worden ook gehanteerd in Oostenrijk en Luxemburg. Ook Spanje en Japan erkennen MCS. In Australië werd in 2018 een prevalentieonderzoek gedaan, hieruit bleek een prevalentie van 6,5% met diagnose MCS onder de Australische bevolking. Vergelijkbare resultaten kwamen voort uit prevalentie onderzoek in Japan en Zuid-Korea. Sinds 2010 bestaat er een "MCS guideline for South Australian Hospitals" uitgegeven door de Government of South Australia, ook Victoria heeft MCS Hospital Guidelines.
In Nederland is MCS niet als zodanig erkend. MCS-patiënten worden wel geregistreerd om vast te stellen om hoeveel patiënten het gaat.

## Zelfhulpgroep
De Nederlandse zelfhulpgroep MCS-Zelfhulpgroep bestaat sinds 2001 en staat onder leiding van MCS-patiënt Geerteke de Haas, die informatie verstrekt in de door haar geschreven nieuwsbrief. Zij verzorgt ook de lobby ter erkenning van de MCS-patiënten. Zo heeft zij in 2006 geklaagd bij de Inspectie voor de Gezondheidszorg (de overheidsorganisatie die toezicht houdt op de kwaliteit, veiligheid en toegankelijkheid van de gezondheidszorg) over het gedrag van enkele artsen ten aanzien van een aantal mensen uit de zelfhulpgroep en de arrogante wijze waarop deze artsen de gezondheidsklachten van MCS-patiënten van tafel veegden of als psychisch bestempelden.
De Inspectie voor de Gezondheidszorg vindt, net als De Haas, dat het de artsen niet aan te rekenen valt dat ze niets van MCS afweten, het is tenslotte geen erkende ziekte. Maar de Inspectie vindt het onterecht dat artsen deze patiënten niet serieus nemen.

### Wetenschappelijk
- Harvard University: Hoffman Program: on Chemicals and Health:
- Chemical Sensitivity Foundation Research Bibliography
- Multiple Chemikalien-Sensitivität (MCS) - Ein Krankheitsbild der chronischen Multisystemerkrankungen (CMI) Umweltmedizinische, toxikologische und sozialpolitische Aspekte - Ein Blick auf den aktuellen Forschungsstand
- Academic and Clinical Perspectives Ontario Centre Of Excellence In Environmental Health Chronic Complex Conditions

### Verouderd
Algemeen
- Het ABC van MCS - allerhande info en linken over MCS
- Informatie over MCS van het Meldpunt Gezondheid en Milieu (MGM) Nederland
- Infobank Meervoudige Chemische Sensitiviteit

Internationale organisaties
- MCS-international
- The Chemical Injury Information Network
- Global recognition campagne
- Safer World
- The MCS beacon of hope
- Planet Thrive

Critici
- Advies Gezondheidsraad, 1999: Meervoudige chemische overgevoeligheid.[dode link] (pdf)